# Fenoarivo Atsinanana
Fenoarivo Atsinanana, auf Französisch Fénérive-Est oder kurz Fénérive, ist eine Kleinstadt in der Region Analanjirofo an der Ostküste Madagaskars. Sie ist der Hauptort des gleichnamigen Distrikts.

## Lage und Name
Die Stadt liegt 103 km nördlich von Toamasina (frz. Tamatave) an der Nationalstraße 5, die über weite Strecken in sehr schlechtem Zustand ist. Die Fahrt zwischen beiden Städten im taxi-brousse („Buschtaxi“) nimmt daher gut 5 Stunden in Anspruch.
Verwechslungsgefahr besteht:
- mit der einfach „Atsinanana“ genannten südlich anschließenden Region – „Atsinanana“ bedeutet „Osten“, vgl. frz. Est;
- mit der „Antsiranana“ genannten Stadt in der nördlichsten Region Diana.

## Geschichte
Im 17. Jahrhundert war Fénérive-Est ein Piratenhafen. Der erste König der Betsimisaraka,  Ratsimilaho, war ein Sohn eines Freibeuters und einer örtlichen Prinzessin. Der König ist auf der kleinen Insel Nosy Hely bestattet, die ehemalige Festung der Piraten (Vohimasina) kann dort besichtigt werden. 

## Wirtschaft
Das Hinterland von Fenoarivo Atsinanana ist eines der Hauptanbaugebiete für Gewürznelken (frz. girofle). Des Weiteren werden in der Umgebung auch Litschis und Kaffee angebaut.
Die Stadt fungiert als Badeort lokaler bzw. regionaler Strahlkraft. Viele Beherbergungsbetriebe gibt es nicht, der Ort ist auf der offiziellen Tourismuswebsite Madagaskars, madagascar-tourisme.com, nicht auffindbar (Stand 01/2024).
Neben dem Straßenmarkt versorgen 2 Supermärkte die Anwohner; beide haben deutlich kleinere Flächen als typische Discountermärkte.

## Religion
Die Stadt ist Sitz eines gleichnamigen (Suffragan-)Bistums.